# Rockpalast

Logo

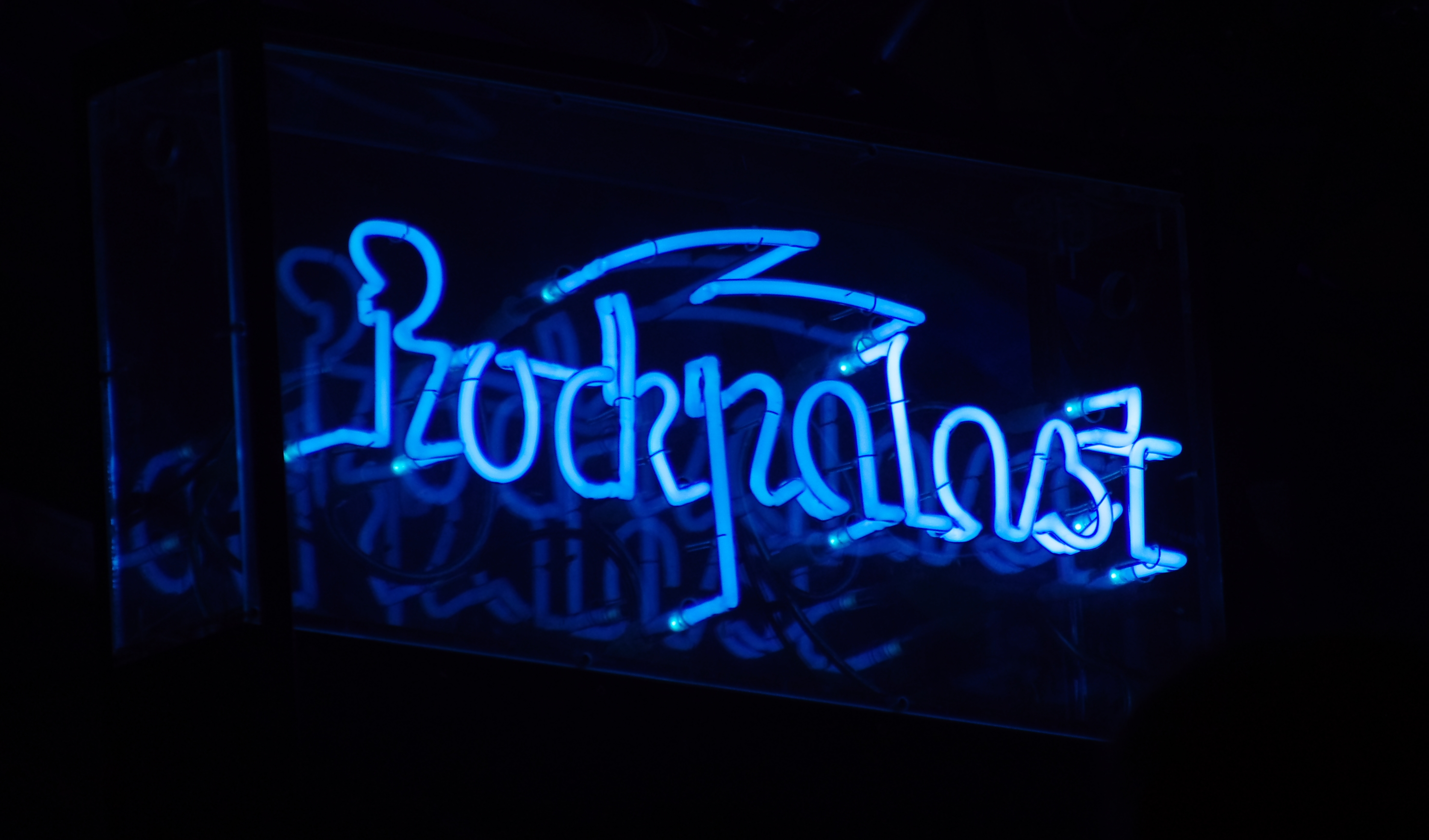
Das Logo im bekannten Neonröhren-Look

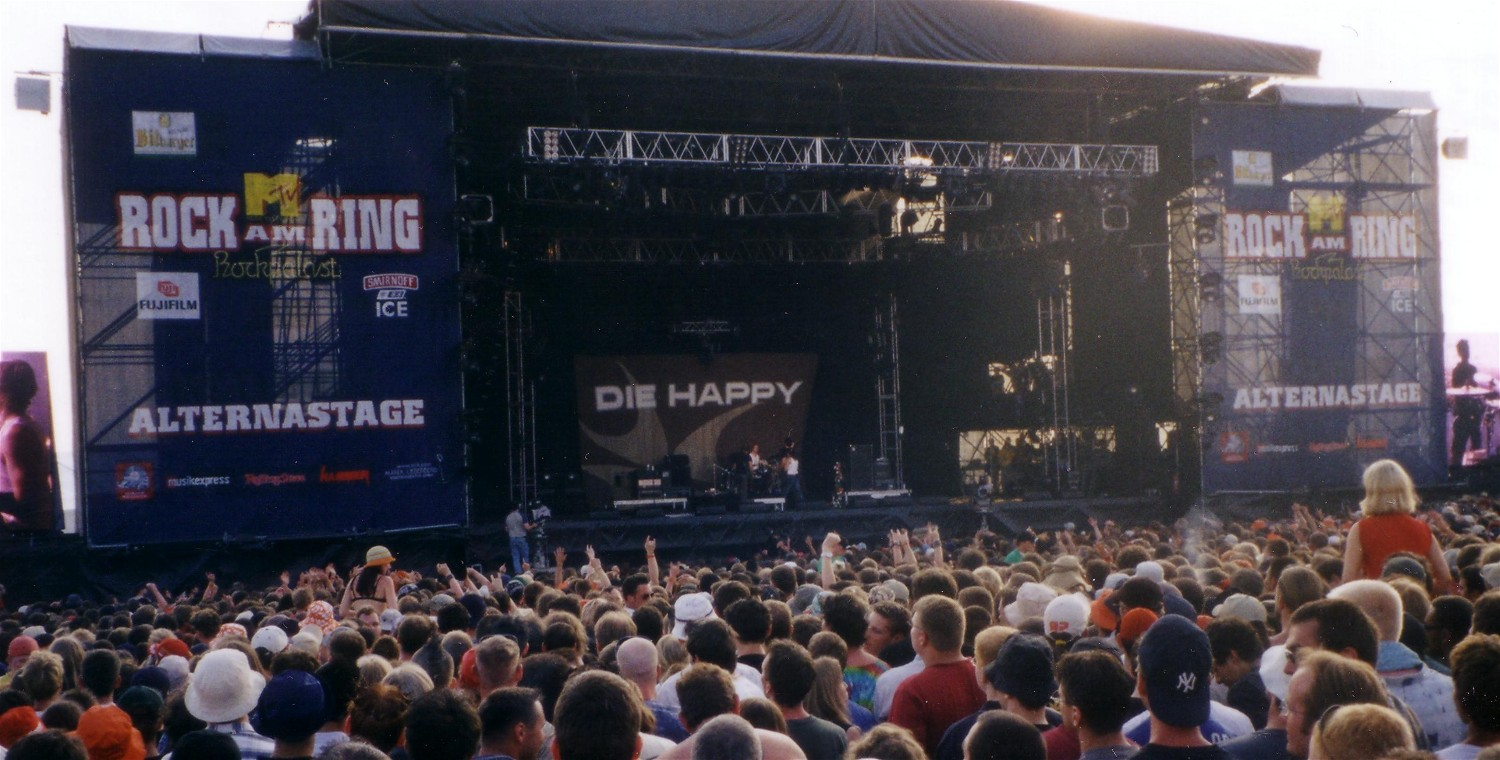
Rockpalast-Logo direkt unter dem Rock-am-Ring-Schriftzug, 2003

Der Rockpalast ist eine Fernsehsendung des WDR. Erstmals wurde sie zwischen 1974 und 1986, dann wieder ab 1995 produziert. Von 1990 bis 1994 wurde die Sendung mit dem Titel Rocklife ausgestrahlt, deren Konzept an den Rockpalast angelehnt war.
Bekannt wurde der Rockpalast vor allem durch die sogenannte Rockpalast-Nacht, eine europaweit ausgestrahlte, rund sechsstündige Livesendung mit Auftritten international bekannter Bands und Musiker. Das erste Rockpalast-Festival wurde in der Nacht vom 23. auf den 24. Juli 1977 live in der BRD, Österreich, Irland, Dänemark, Norwegen und Schweden übertragen; als Musiker traten damals Rory Gallagher, die Gruppe Little Feat sowie Roger McGuinns Thunderbyrd auf. 
Das Konzept wurde von Peter Rüchel zusammen mit dem Regisseur Christian Wagner entwickelt. Von 1977 bis 1986 wurden insgesamt 17 Rockpalast Nächte live aus der Essener Grugahalle übertragen. Die Rocknächte wurden parallel vom WDR-Hörfunk und anderen Radiosendern übertragen, sodass die Fernsehzuschauer die Musik in Stereo hören konnten, obwohl das Fernsehen damals nur Mono übertrug.
Die Titelmelodie des Rockpalastes ist der Anfang des Stückes Believe in Me vom 1975er Album Hotline der J. Geils Band. Moderiert wurde der Rockpalast lange Zeit vom Musikjournalisten Alan Bangs und von Albrecht Metzger, der mit seiner Anmoderation „German Television proudly presents – Liebe Freunde, heute zu Gast bei uns im Rockpalast: …“ eine besondere Note des Rockpalast ausmachte. 
Im Jahre 2003 verabschiedete sich Peter Rüchel auf dem Rock-am-Ring-Festival aus dem aktiven Bereich der Sendung, blieb aber als Berater und Editor der Rockpalast DVD-Serie tätig. Sein Nachfolger wurde Peter Sommer. 

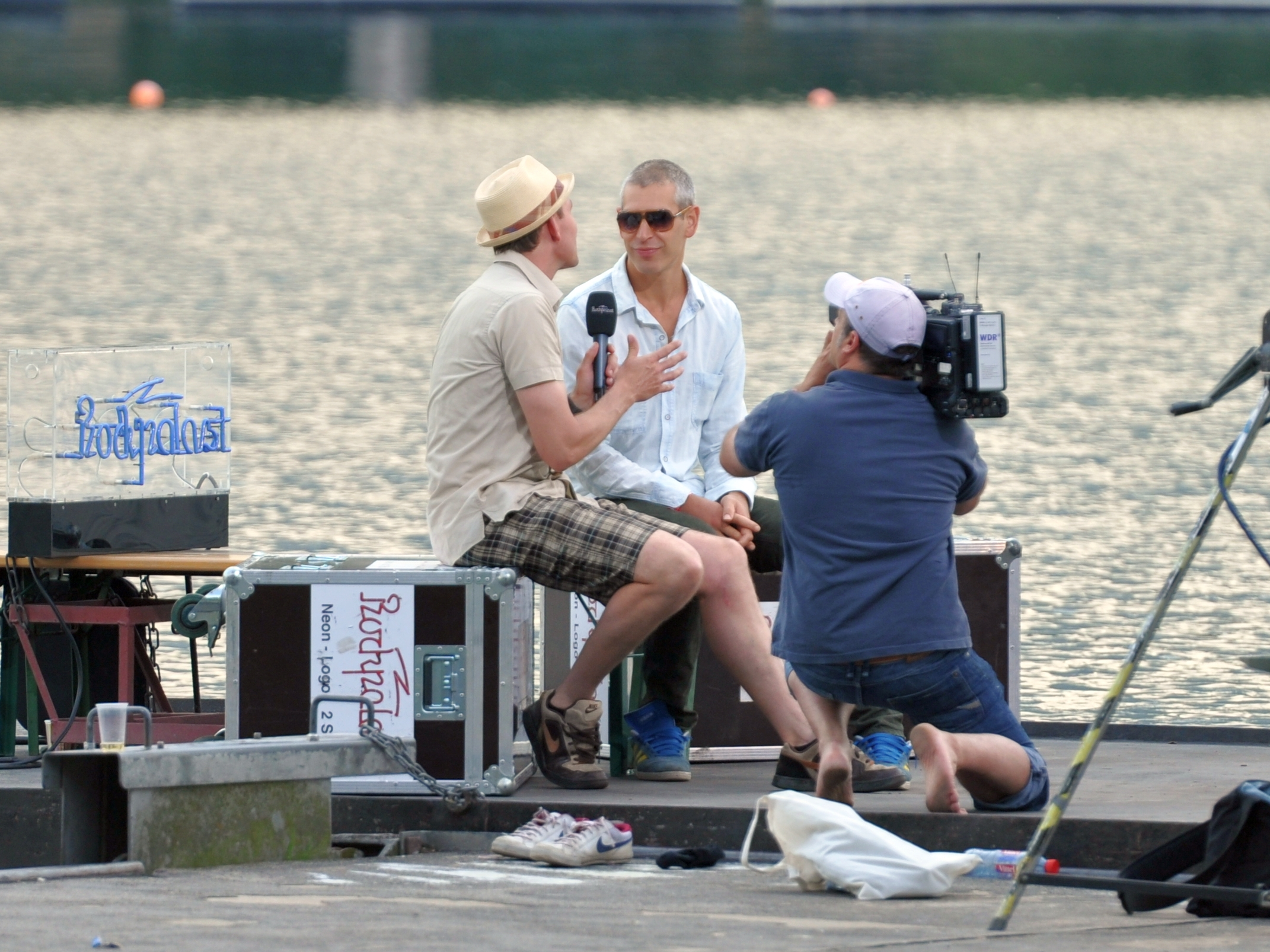
Die Rockpalast-Crew interviewt Matisyahu vor seinem Auftritt auf dem Summerjam 2013

Im Rahmen des Rockpalastes wurden und werden auch Sendungen zu Einzelkonzerten und verschiedenen Festivals wie Bizarre-Festival, Burg-Herzberg-Festival, Crossroads-Festival, Area4, Wacken, Rock am Ring, Haldern Pop Festival oder den Open-Air-Festivals an der Loreley produziert.
Zwischen 1981 und 1986 gab es im WDR-Hörfunk auch eine Rockpalast-Radioshow. Moderatoren waren Peter Rüchel und Alan Bangs. Inhaltlich beschäftigte sich die zweistündige Musiksendung (donnerstags, 22–24 Uhr) überwiegend mit Bands und Musikern, die auch in der Fernsehsendung präsentiert wurden. Peter Rüchel spielte in jeder Radiosendung mindestens einen Song seines Lieblingsmusikers Bruce Springsteen.
Im September 2015 kehrte der WDR mit dem Rockpalast zur Loreley zurück. Anlass war der 20. Geburtstag der deutschen Band In Extremo. Das ausverkaufte zweitägige „20 Wahre Jahre“-Festival wurde vom Rockpalast begleitet und aufgezeichnet.

## Rezeption
Die Deutsche Post brachte am 2. November 2022 eine Sonderbriefmarke mit dem Rockpalast-Logo im Wert von 1,60 Euro heraus; der Entwurf stammt von Thomas Steinacker aus Bonn.